# Cattaraugus County
Cattaraugus County je okres ve státě New York ve Spojených státech amerických. K roku 2010 zde žilo 80 317 obyvatel. Správním městem okresu je Little Valley. Celková rozloha okresu činí 3 393 km².